# Иглесиас, Артуро
Артуро Иглесиас (3 июля 1951) — гватемальский стрелок, участник трёх Олимпийских игр.

## Карьера
Дебютировал на Олимпийских играх в 1976 году на играх в Монреале. На соревнованиях он занял предпоследнее 26 место, набрав 506 очков и опередив только другого гватемальца Виктора Джордани. В 1980 году на играх в Москве он занял 15 место с результатом в 561 очко, а на играх 1984 года в Лос-Анджелесе стал 18-м с результатом — 563.